# Belby
Belby var en civil parish från 1866 till 1935 då den blev en del av Kilpin, i grevskapet East Riding of Yorkshire, i England. Civil parish var belägen 2 km från Howden och hade 27 invånare år 1931. Byar nämndes i Domedagsboken (Domesday Book) år 1086, och kallades då Ballebi/Bellebi.